# (32278) Makaram
(32278) Makaram est un astéroïde de la ceinture principale.

## Description
(32278) Makaram est un astéroïde de la ceinture principale. Il fut découvert le 1er août 2000 à Socorro par le projet LINEAR. Il présente une orbite caractérisée par un demi-grand axe de 2,63 UA, une excentricité de 0,10 et une inclinaison de 1,9° par rapport à l'écliptique.

## Compléments